# Église Saint-Pierre et Saint-Paul de Vendeuvre-sur-Barse
 (août 2025).
Si vous disposez d'ouvrages ou d'articles de référence ou si vous connaissez des sites web de qualité traitant du thème abordé ici, merci de compléter l'article en donnant les références utiles à sa vérifiabilité et en les liant à la section « Notes et références ».
En pratique : Quelles sources sont attendues ? Comment ajouter mes sources ?
 (août 2025).
La mise en forme du texte ne suit pas les recommandations de Wikipédia : il faut le « wikifier ».
Les points d'amélioration suivants sont les cas les plus fréquents. Le détail des points à revoir est peut-être précisé sur la page de discussion.
- Les titres sont pré-formatés par le logiciel. Ils ne sont ni en capitales, ni en gras.
- Le texte ne doit pas être écrit en capitales (les noms de famille non plus), ni en gras, ni en italique, ni en « petit »…
- Le gras n'est utilisé que pour surligner le titre de l'article dans l'introduction, une seule fois.
- L'italique est rarement utilisé : mots en langue étrangère, titres d'œuvres, noms de bateaux, etc.
- Les citations ne sont pas en italique mais en corps de texte normal. Elles sont entourées par des guillemets français : « et ».
- Les listes à puces sont à éviter, des paragraphes rédigés étant largement préférés. Les tableaux sont à réserver à la présentation de données structurées (résultats, etc.).
- Les appels de note de bas de page (petits chiffres en exposant, introduits par l'outil «  Source ») sont à placer entre la fin de phrase et le point final[comme ça].
- Les liens internes (vers d'autres articles de Wikipédia) sont à choisir avec parcimonie. Créez des liens vers des articles approfondissant le sujet. Les termes génériques sans rapport avec le sujet sont à éviter, ainsi que les répétitions de liens vers un même terme.
- Les liens externes sont à placer uniquement dans une section « Liens externes », à la fin de l'article. Ces liens sont à choisir avec parcimonie suivant les règles définies. Si un lien sert de source à l'article, son insertion dans le texte est à faire par les notes de bas de page.
- La présentation des références doit suivre les conventions bibliographiques. Il est recommandé d'utiliser les modèles {{Ouvrage}}, {{Chapitre}}, {{Article}}, {{Lien web}} et/ou {{Bibliographie}}. Le mode d'édition visuel peut mettre en forme automatiquement les références.
- Insérer une infobox (cadre d'informations à droite) n'est pas obligatoire pour parachever la mise en page.

Pour une aide détaillée, merci de consulter Aide:Wikification.
Si vous pensez que ces points ont été résolus, vous pouvez retirer ce bandeau et améliorer la mise en forme d'un autre article.
 (août 2025).
L'église Saint-Pierre et Saint-Paul est située sur la commune de Vendeuvre-sur-Barse, dans le département de l'Aube, en France.

## Localisation
L'église Saint-Pierre et Saint-Paul est localisée au 27, Rue de l'Houzotte à Vendeuvre-sur-Barse.

## Historique
L’actuelle église, placée dès l’origine sous le vocable de Saint-Pierre et Saint-Paul, fut construite entre 1510 et 1530.
Charles II d’Amboise, seigneur de Vendeuvre avait donné le terrain nommé «Pré des bons enfants».
Monsieur Jean de Montlucin (ou Montluzen), curé de Vendeuvre, en aurait décidé la construction en 1502 et imposé les plans.
Financée pour une partie par les seigneurs de Vendeuvre (Charles II, Georges III et Antoinette d’Amboise) et pour la majeure partie par le prieur, gros décimateur (personne ayant le droit de lever la dîme). De leur côté les paroissiens eurent beaucoup de difficultés à réunir leur part d’investissement.
Elle sera la seule église de la contrée dont le vaisseau entier soit le produit d’un plan unique et dont le cimetière qui lui était adossé était ceint d’une muraille avec poternes et meurtrières, à la manière d’une forteresse.
Vingt années avaient suffi aux bâtisseurs de l’époque pour édifier la magnifique église Saint-Pierre, où le gothique finissant et les premiers apports de la renaissance se mariaient harmonieusement.
Le portail Nord-Est, est une œuvre de transition où l’on retrouve les lignes de la renaissance alliées aux décoration antérieures. À l’extérieur, à droite, se trouve une belle piéta du XVIe siècle, abritée par un petit édifice couvert d’essentes de châtaigniers.
Une tour, à caractère défensif, surmontée d’une flèche majestueuse domine cet édifice de ses 55 mètres. Cette tour-clocher était dotée de cloches dès l’origine, mais celle-ci ont disparu à la révolution.
En 1861, quatre nouvelles cloches ont été fondues à Robécourt (Vosges). La plus grosse s’appelle : CÉLESTINE 2500 kg, puis MARIE 1800 kg, ANGÉLIQUE 1700 kg et CONSTANCE 1500 kg.
Le 18 décembre 1725, la foudre tomba sur le clocher détruisant la couverture et la charpente. L’ensemble fut rétabli en le forme actuelle, car auparavant il n’y avait pas de petit clocher.
On n’oubliera pas de remarquer en haut de chacun des six piliers de la nef, les restes des litres funéraires (bandeaux noirâtres) qui indiquaient une seigneurerie. Cette coutume sera supprimée à la révolution française. De ce fait, il reste peu d’église qui portent ces traces.
Pendant la Seconde Guerre mondiale, en juin 1940, un engagement entre chars et infanterie se déroule dans la région. Une citerne d’essence, abrité sous les platanes situés près du portail de l’église, s’enflamme après avoir été touchée par un obus. Le feu se communique à la toiture de l’église. L’hiver 1940 – 1941 fut très pluvieux. Puis virent les premières gelées qui provoquèrent l’effondrement de la voute du maître-autel suivi peu à peu de celui des voûtes. Seule celles du transept sont épargnées.
La restauration fut longue puisque l’église ne fut rendue au culte que le 17 février 1963 au cours d’une célébration solennelle.
L’édifice est classé monument historique (au titre d’immeuble) en date du 6 juillet 1907.

## Description
La longueur de la nef est de 53 m, sa largeur de 21 m et son transept de 34 m.
Le transept est à double travée. La nef est à deux collatéraux et 3 travées. L’abside est à 3 pans et précédée d’une travée de cœur.
Le portail à trumeau Nord-Est, est une œuvre de transition où l’on retrouve les lignes de la renaissance alliées aux décorations antérieures.
A l’extérieur de ce portail, à droite, se trouve une belle piéta du 16ème siècle, abritée par un petit édifice couvert d’essentes de châtaigniers.
Une tour-clocher de type défensif, sur le bras nord du transept, est surmontée d’une flèche majestueuse dominant cet édifice de ses 55 mètres.
La nef de l’édifice est couverte d’une voûte d’ogives à nervures multiples qu’affectionnent le gothique flamboyant.
Les arcs doubleaux, les arcs formerets, les ogives et les tiercerons de la voûte pénètrent directement dans les piliers sans l'intermédiaire d'un chapiteau.
Ces piliers apportent ainsi une touche d’élégance à l’ensemble. Les bas-côtés sont couverts de voûtes d'ogives simples.

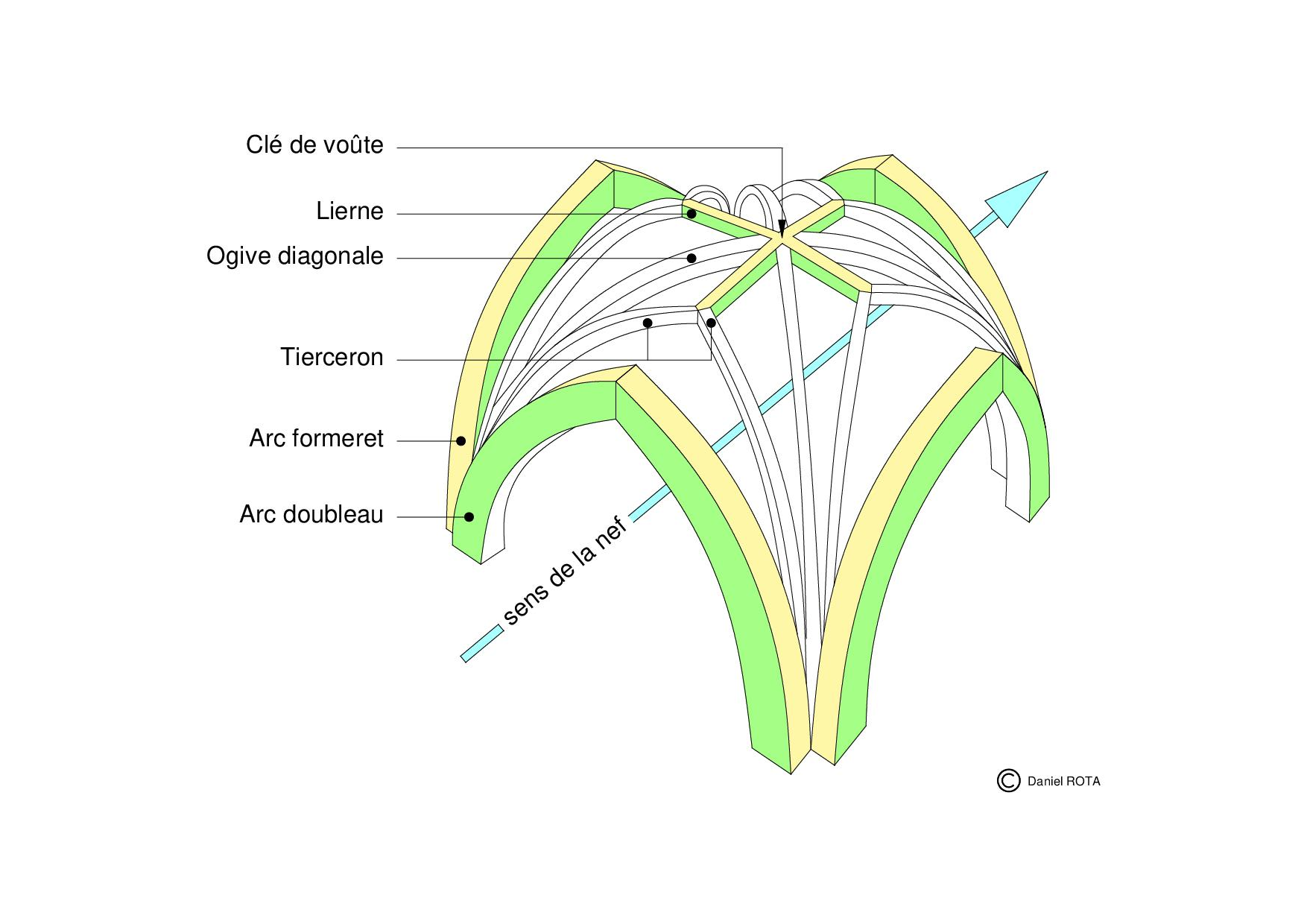
Architecture voûte
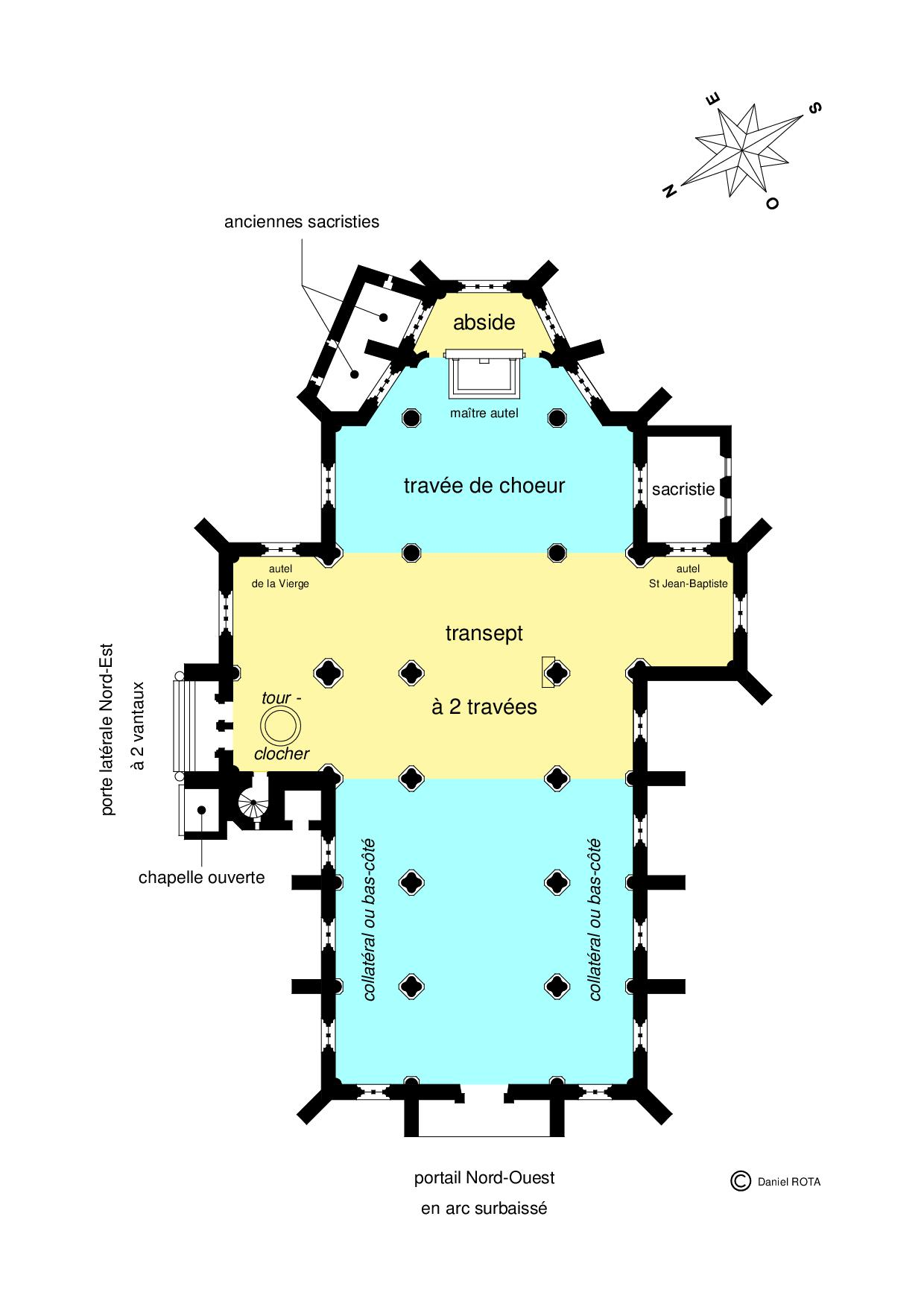
Dénomination des zones
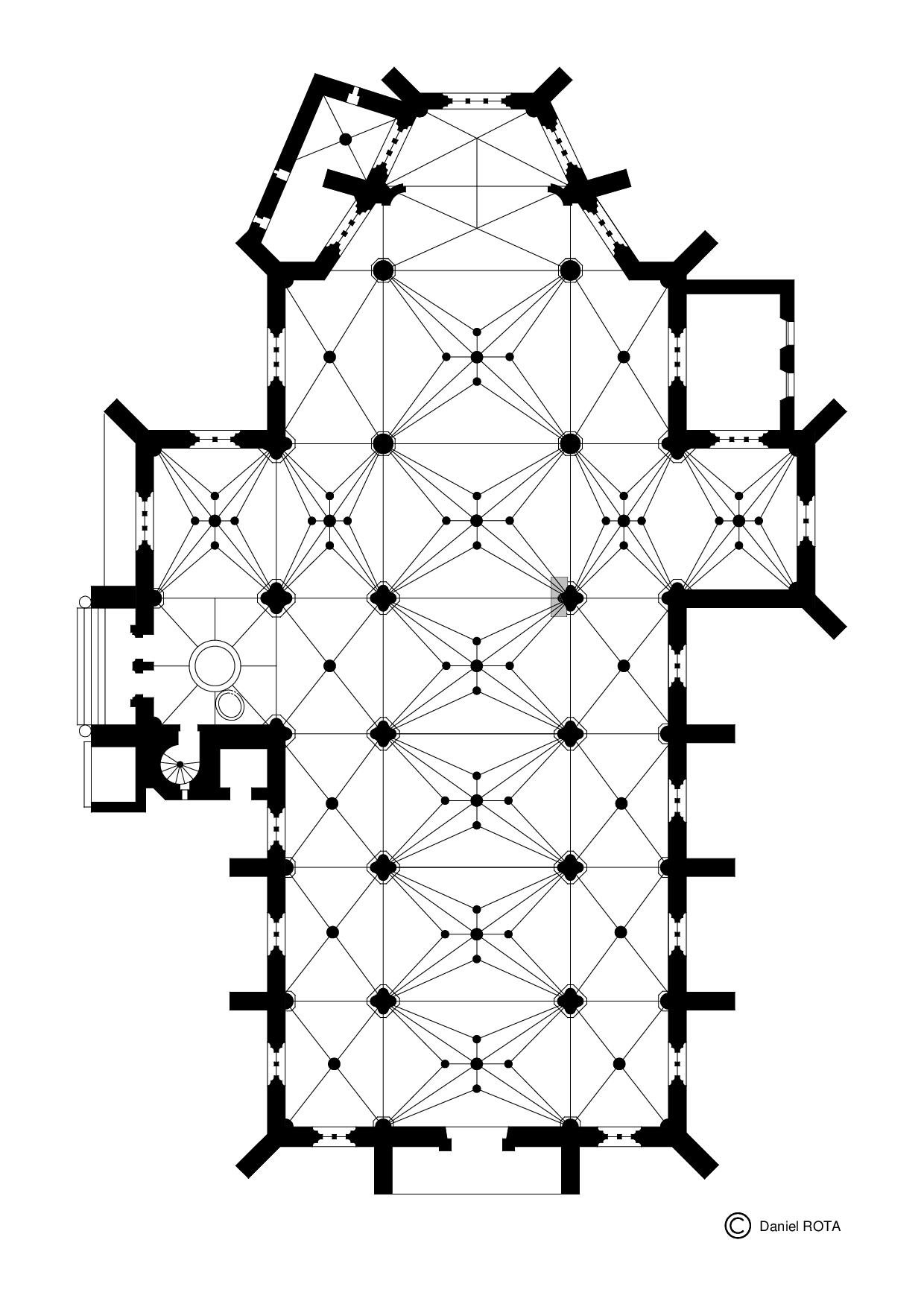
Croisées d'ogives
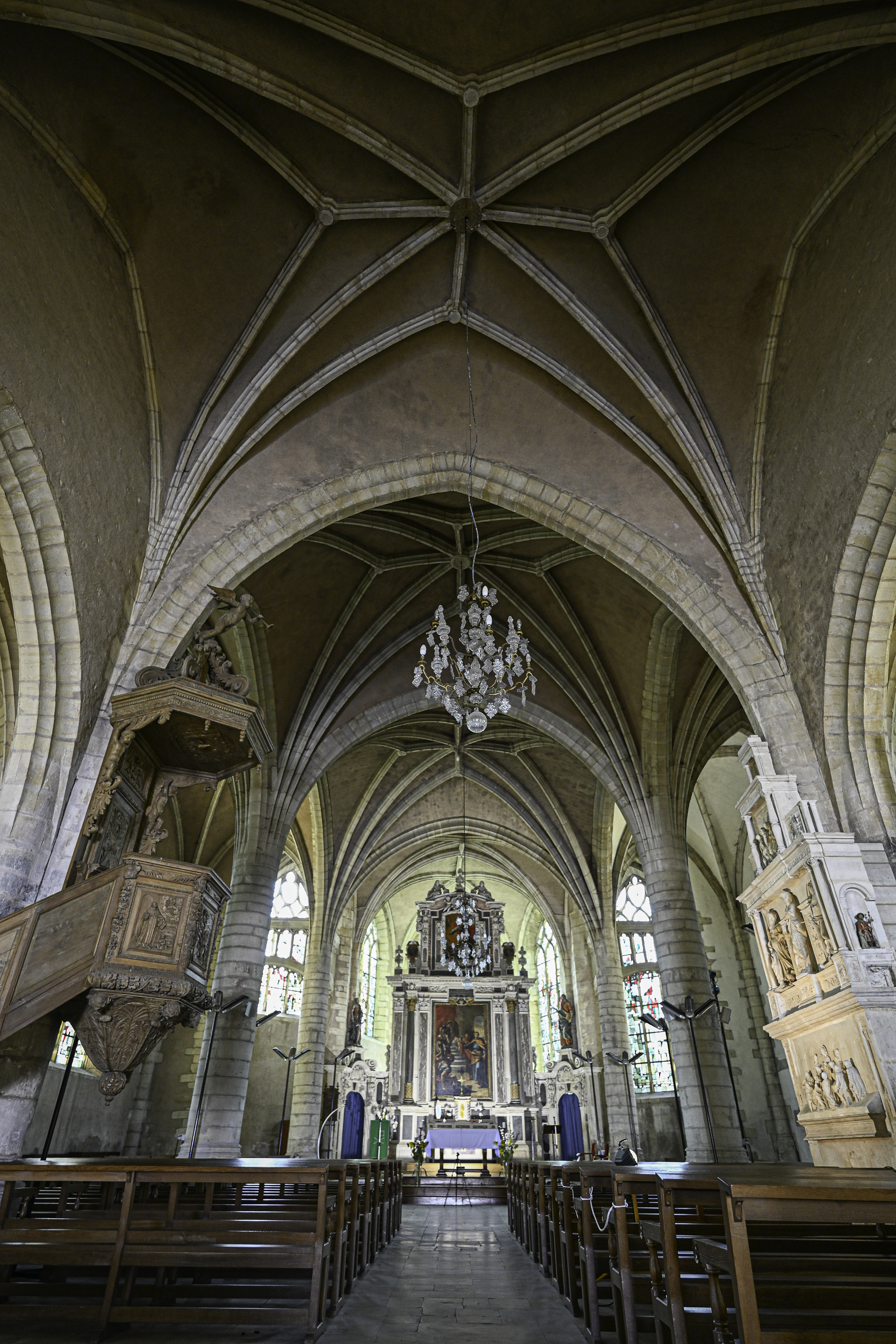
Voûte de la nef avec ogives et  tiercerons
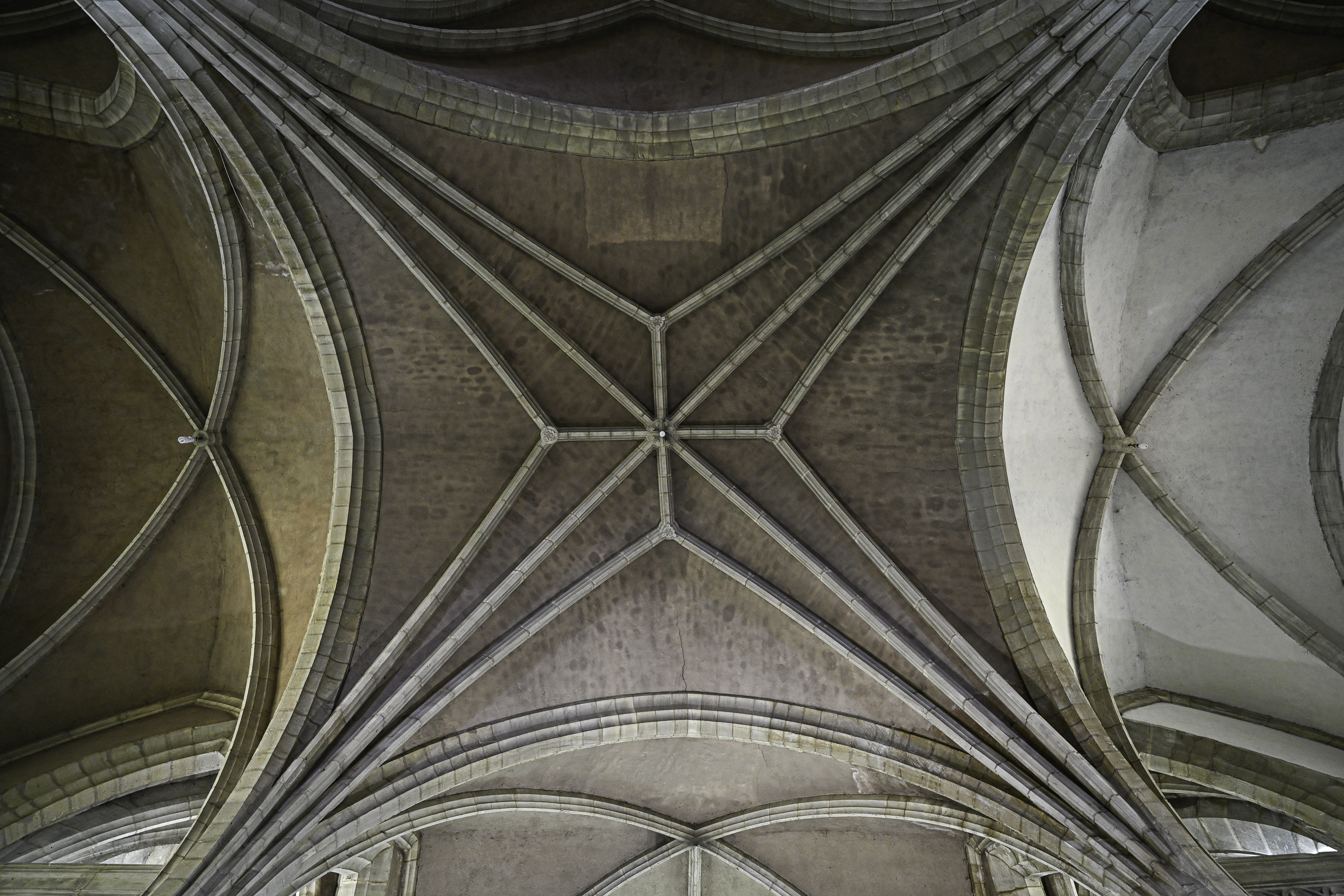
Détail de la voûte

## Maître-autel
Cet artiste âgé seulement de 20 ans à l’époque, s’acquitta brillamment de sa tâche et dressa dans l’église de Vendeuvre, ce retable qui peut être considéré comme un modèle dans le genre qui domina à cette époque.
Au-dessus du tombeau se trouve le tableau central représentant le jugement de Saint-Pierre, signé par Claude Velut, peintre troyen. Il est encadré par deux colonnes en marbre noir et des pilastres en marbre veiné de blanc, rouge et gris.
Une riche corniche d’ordre corinthien, semblable aux chapiteaux des colonnes et des pilastres qui la soutiennent, abrite un cartouche portant l’inscription suivante :
QUAE,  DE  MANU TUA ACCEPIMUS,  DOMINE  DEDIMUS  TIBI, ce qui signifie :
Ce que la main de Dieu a fait, restera ici.
Cette phrase fait référence au fait que François Girardon, son œuvre achevée, il en estima son prix. Cependant, le montant demandé pour son exécution dépassait les moyens des habitants. Pour les libérer de cette dette, il leur permit de ne rien payer et demanda simplement que l’inscription soit placée au sommet de l’autel.
L’attique présente une peinture figurant le Père éternel au-dessus de laquelle s’élève un pot à feu, encadré par deux personnages assis. Juste en dessous, un petit cartouche indique la date de 1649.
Ce retable est flanqué de deux accotements richement sculptés qui, en se courbant vers l’avant, s’étendent de chaque côté.
Dans ces accotements, deux baies permettent la communication avec l’arrière du maître-autel.
Sur le fronton de chacune d’elles, un médaillon est orné:
- à gauche, du monogramme IHS (pour Iesus Hominum Salvator, «Jésus, Sauveur de l’Humanité»),

- à droite, des lettres MA (pour Mater Amabilis, «Mère aimante» faisant référence à Marie).

Au-dessus de ces baies s’élèvent les statues de Saint-Pierre et de Saint-Paul, s’intégrant parfaitement à l’architecture.
L’église de Vendeuvre peut s’honorer d’abriter un retable magistral en parfaite harmonie avec l’espace qui lui fut réservé.

## Autel Saint Jean-Baptite (fin XVIIesiècle)
Emplacement : transept sud-ouest

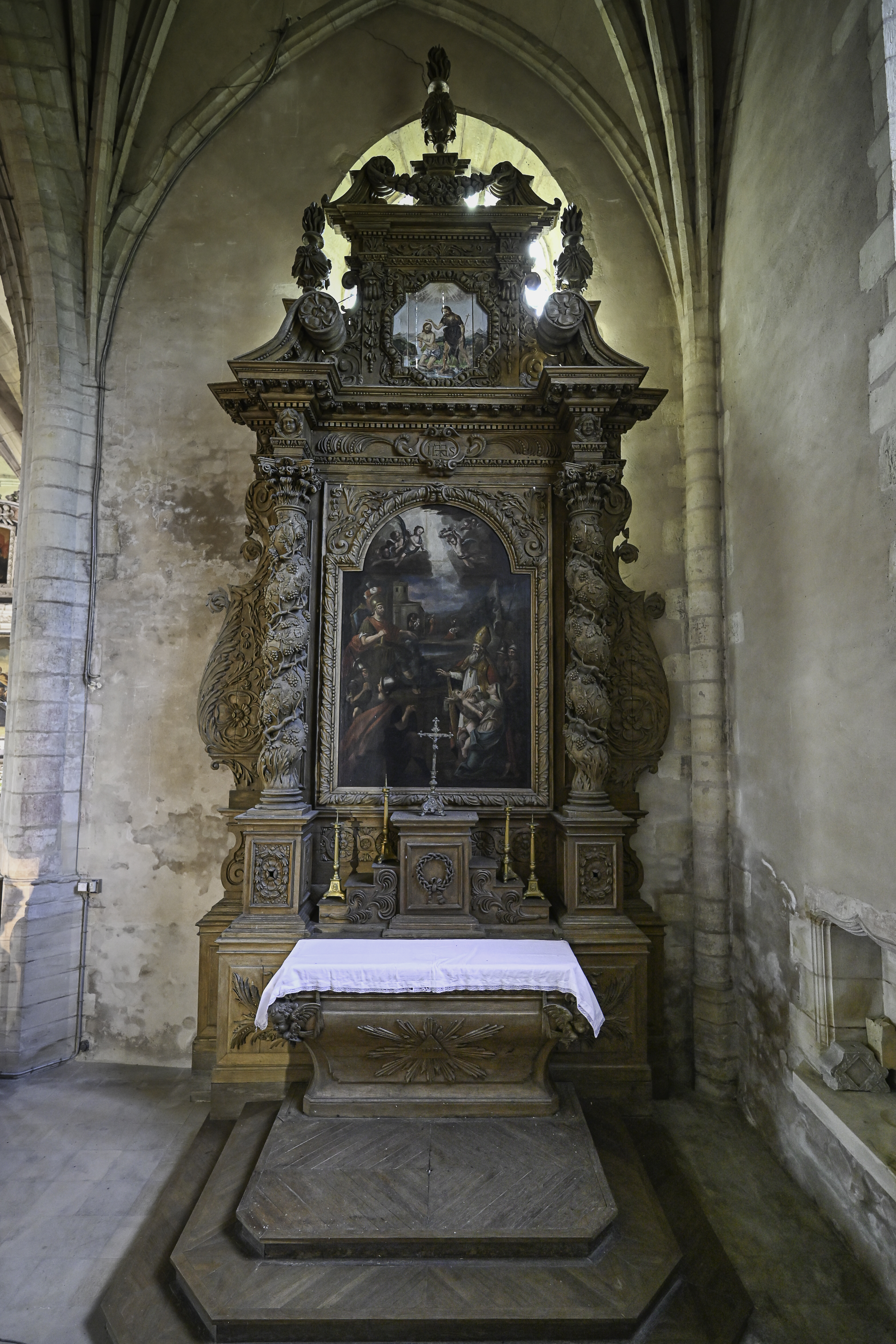
Autel Saint Jean-Baptiste

À l’origine, la toile peinte de l’autel représentait le Baptême du Christ par Jean-Baptiste ; elle a depuis été remplacée par une scène du Martyre de Saint Blaise.
Dans l’attique, un panneau octogonal peint figure le Baptême du Christ.
Le tombeau d’autel porte, en son centre, le tétragramme de Yahvé inscrit dans un delta lumineux.
Par la richesse de son décor sculpté, cet autel constitue un remarquable ouvrage de menuiserie, témoignant de l’exubérance baroque.

## La chaire

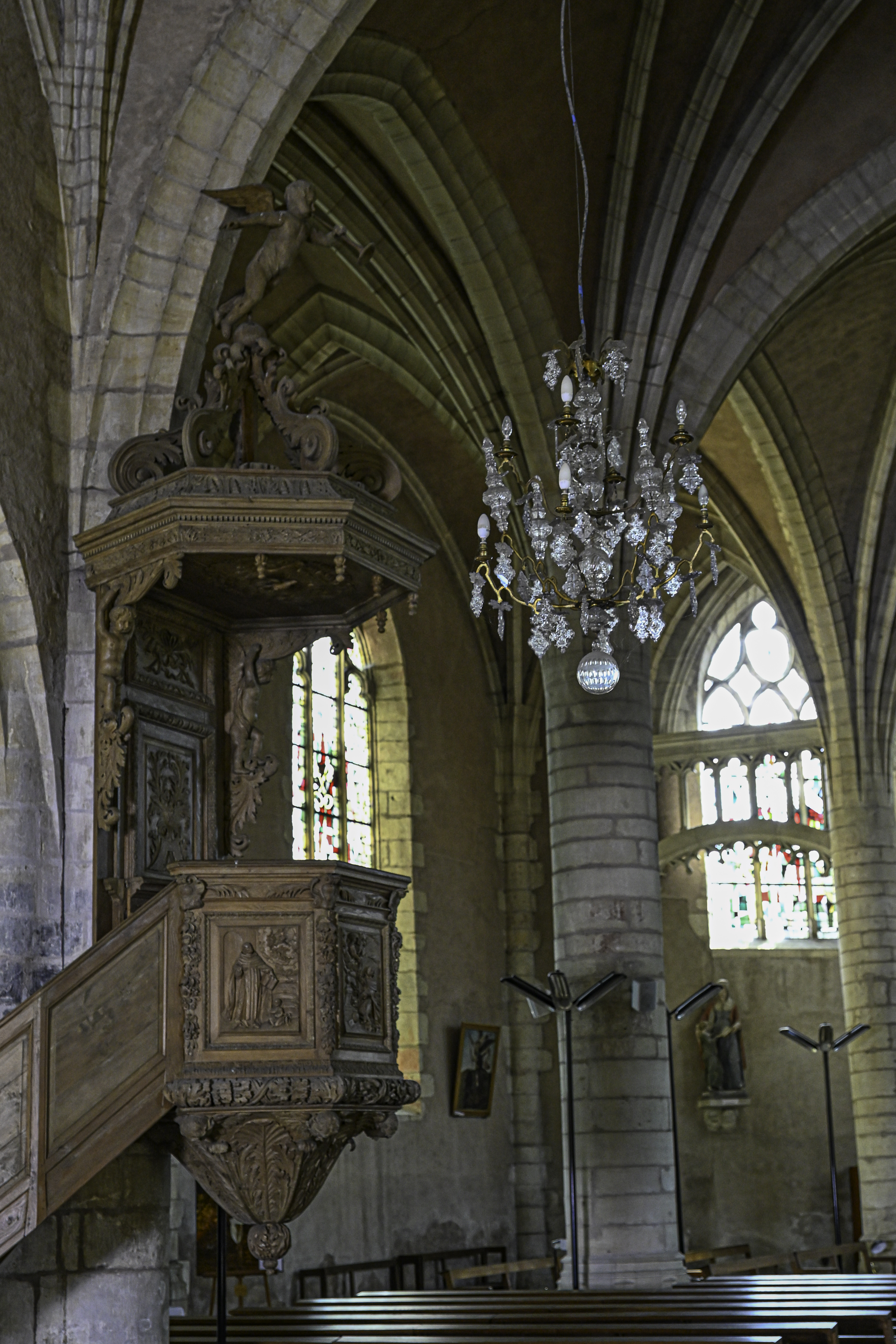
Chaire de 1703

Cette chaire, en chêne taillé de couleur naturelle, présente des détails exceptionnels:
- Un abat-voix en dôme à six pans, surmonté de crosses et d’un ange annonciateur et glorificateur, avec au-dessous une colombe sculptée symbolisant le Saint-Esprit.

- Un dossier richement décoré, flanqué de deux angelots.

- Une cuve à six pans avec un garde-corps composé de quatre panneaux sculptés représentant des figures dominicaines: Saint Vincent Ferrier, Saint Dominique, Saint Thomas d’Aquin et Pierre de Vérone.

- Une base ornée de guirlandes de fleurs, de feuilles de chêne, de glands, et un culot décoré de têtes d’angelots, de feuilles d’acanthes et d’une boule ouvragée.

Cette œuvre est un magnifique[non neutre] témoignage du patrimoine religieux et artistique.

## Haut dossier du Banc-d ‘œuvre
Aujourd’hui en cette église saint-Pierre et saint-Paul, seul le haut dossier du banc-d ‘œuvre, datant de 1539, est conservé. Contrairement à la majorité des bancs-d ’œuvre, généralement réalisés en bois richement orné, celui-ci présente la particularité d’être taillé dans la pierre.
Ce choix constitue un témoin patrimonial d’une grande valeur, autant pour son caractère singulier que pour son importance dans l’histoire locale.
Description
Le premier niveau est orné d’un bas-relief représentant la Cène, réalisé par la manufacture d’art chrétien de Vendeuvre.
Au-dessus se déploie un registre divisé en trois travées, chacune renfermant une niche: à gauche, saint Pierre accompagné du coq; au centre, sainte Marie-Madeleine tenant son vase à parfum; et à droite, saint Sébastien transpercé de flèches.
Le troisième niveau prend la forme d’une lucarne encadrée de balustres, renfermant en haut-relief une Descente de Croix. De part et d’autre, les armoiries des Amboise et des Rochefoucauld-Barbezieux viennent encadrer l’ensemble.
Des deux pots à feu qui surmontaient autrefois ces armoiries, seul celui de droite est encore conservé.
L’ensemble est couronné par un petit édicule.
Sur les côtés, on peut admirer une Vierge à l’Enfant ainsi qu’un saint Roch accompagné de son chien.
Ce dossier de banc-d ‘œuvre pourrait avoir été offert par Antoinette d’Amboise, épouse d’Antoine de La Rochefoucauld-Barbezieux, à l’église, et sa forme laisse penser qu’il pourrait s’agir du retable provenant de la chapelle du château de Vendeuvre.[réf. nécessaire]

## Peintures

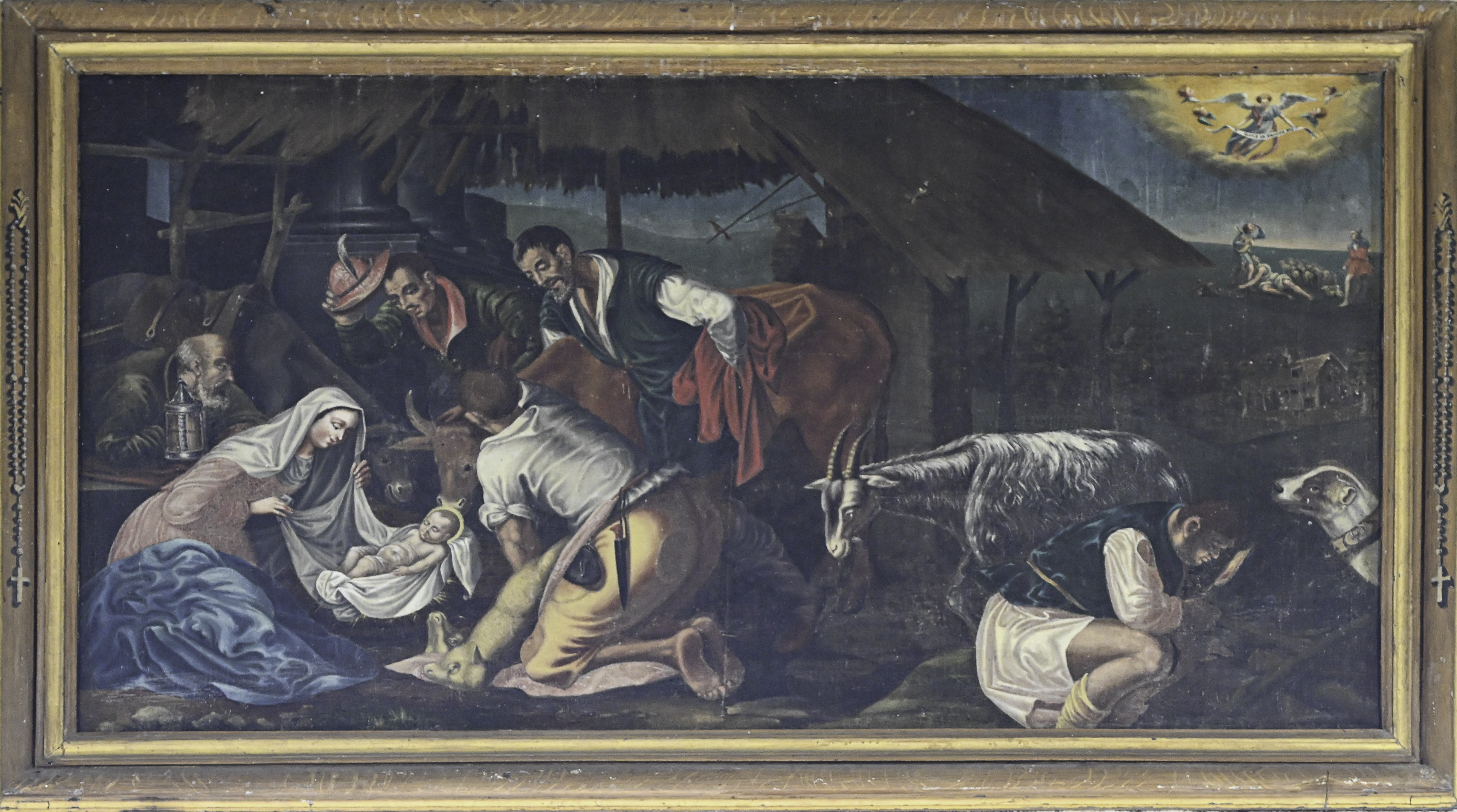
Tableau de Joachim Duviert représentant la nativité, l’un des mystères joyeux du Rosaire

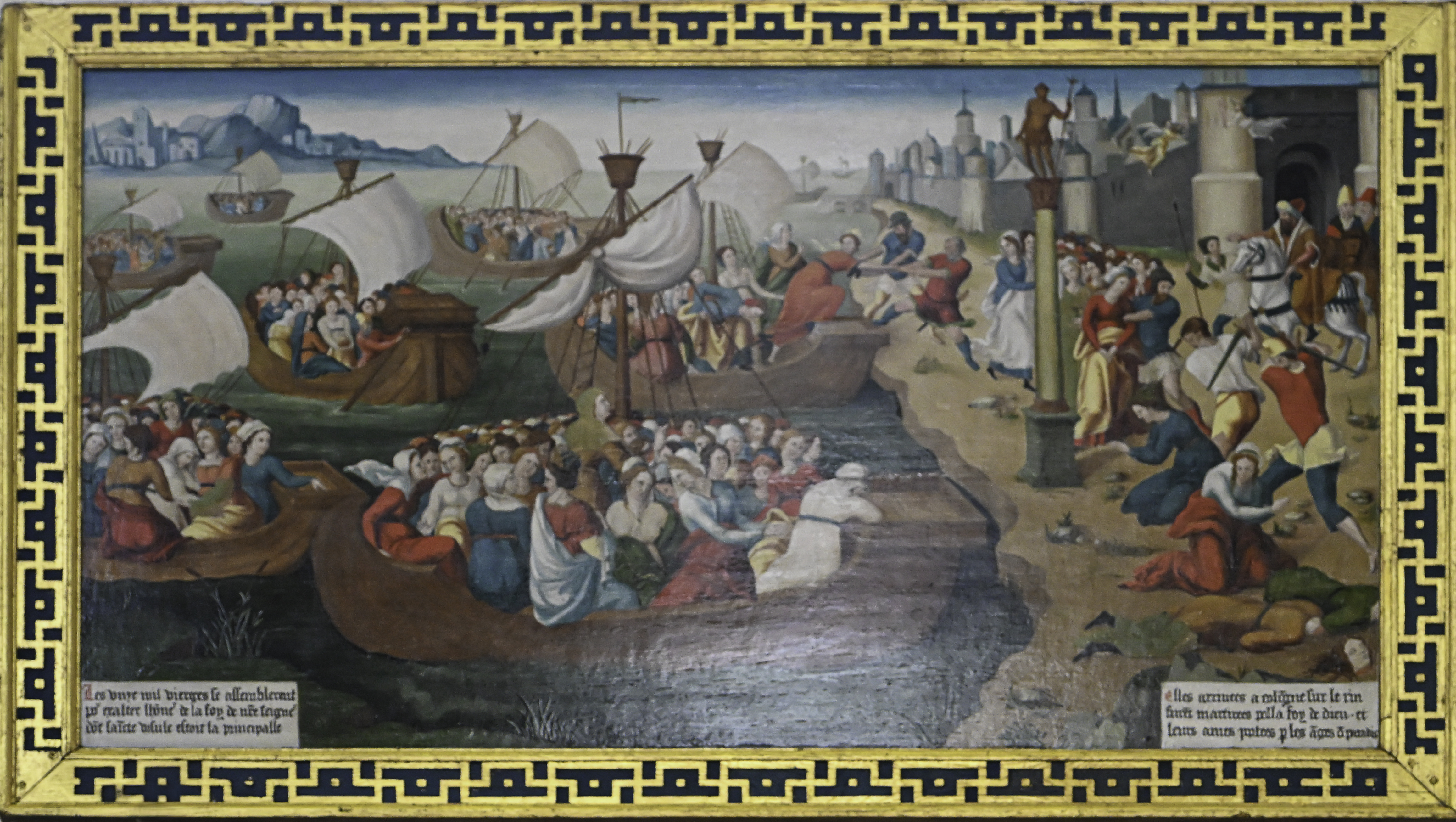
Sainte-Ursule et les Vierges massacrées par les huns sous les murs de Cologne

Une série de tableaux, de belle facture et peints sur bois, sont disposés tout autour de la nef.
Ils représentent treize des quinze mystères du Rosaire (joyeux, douloureux et glorieux). Ces œuvres, datées de 1627, ont été réalisées par Joachim Duviert, peintre hollandais et officier du Roi, au service du duc Henri de Luxembourg, baron de Vendeuvre.
Joachim Duviert les a offerts pour décorer l’église de son lieu de résidence.
Un tableau début du XVIe représente sainte Ursule et les onze mille vierges.

## Vitraux

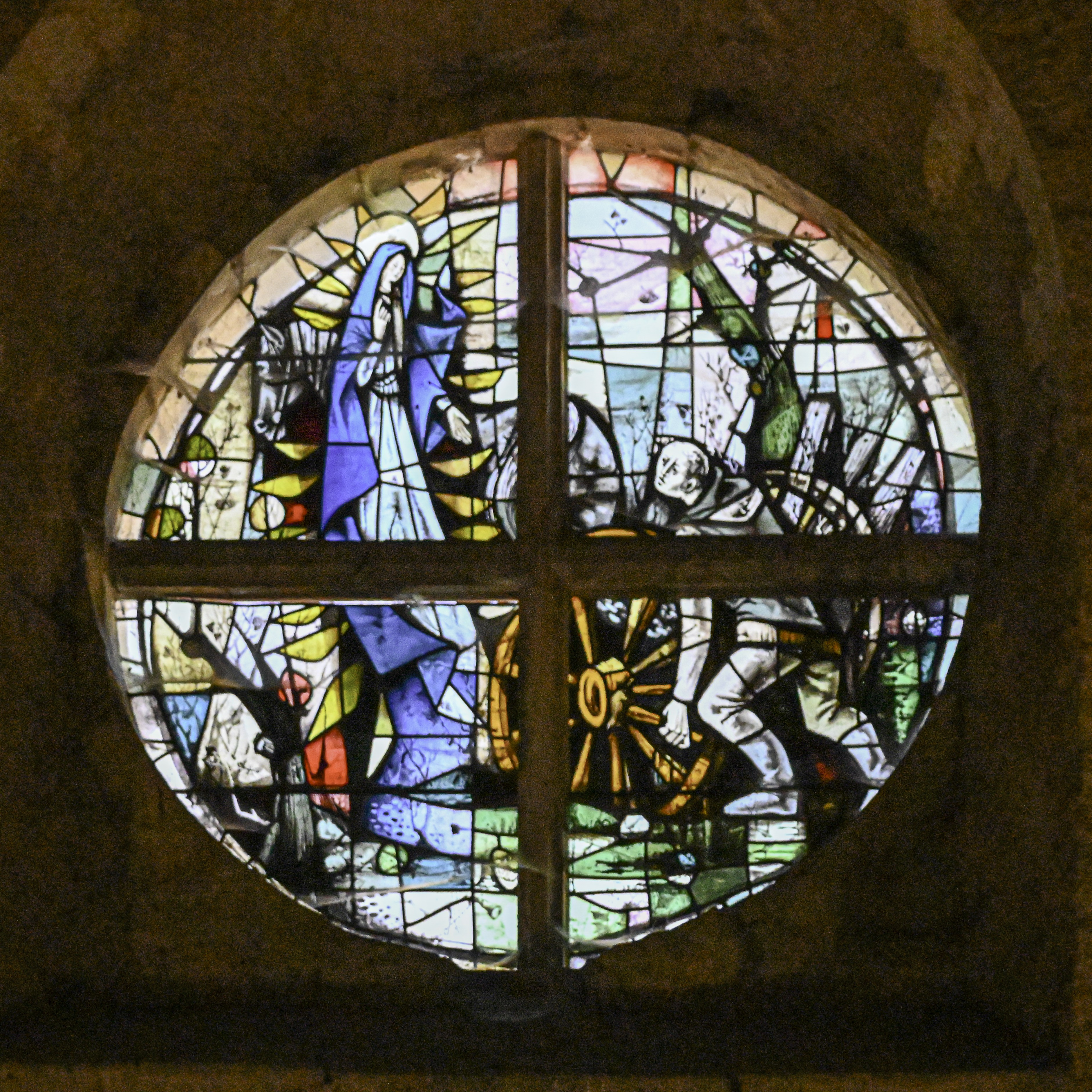
Vitrail sur oculus de Max Ingrand - Marie protège un paysan au Val Suzenay

Les verrières anciennes, qui dataient du XVIe siècle, ont été définitivement perdues en juin 1940.
Elles ont été remplacées par des vitraux du maître-verrier et décorateur (1908-1969)
Ces vitraux sont de style contemporain mêlés de motifs religieux.

## Fonts baptismaux
Des fonts baptismaux sont de 1653, en calcaire et marbre avec la dédicace de S. Collarey.

## Statues
L'église présente des statues du XVIe :
- un bas relief de saint Hubert[4] en calcaire polychrome,
- une déploration[5] en bois polychrome doré.